# Комбед

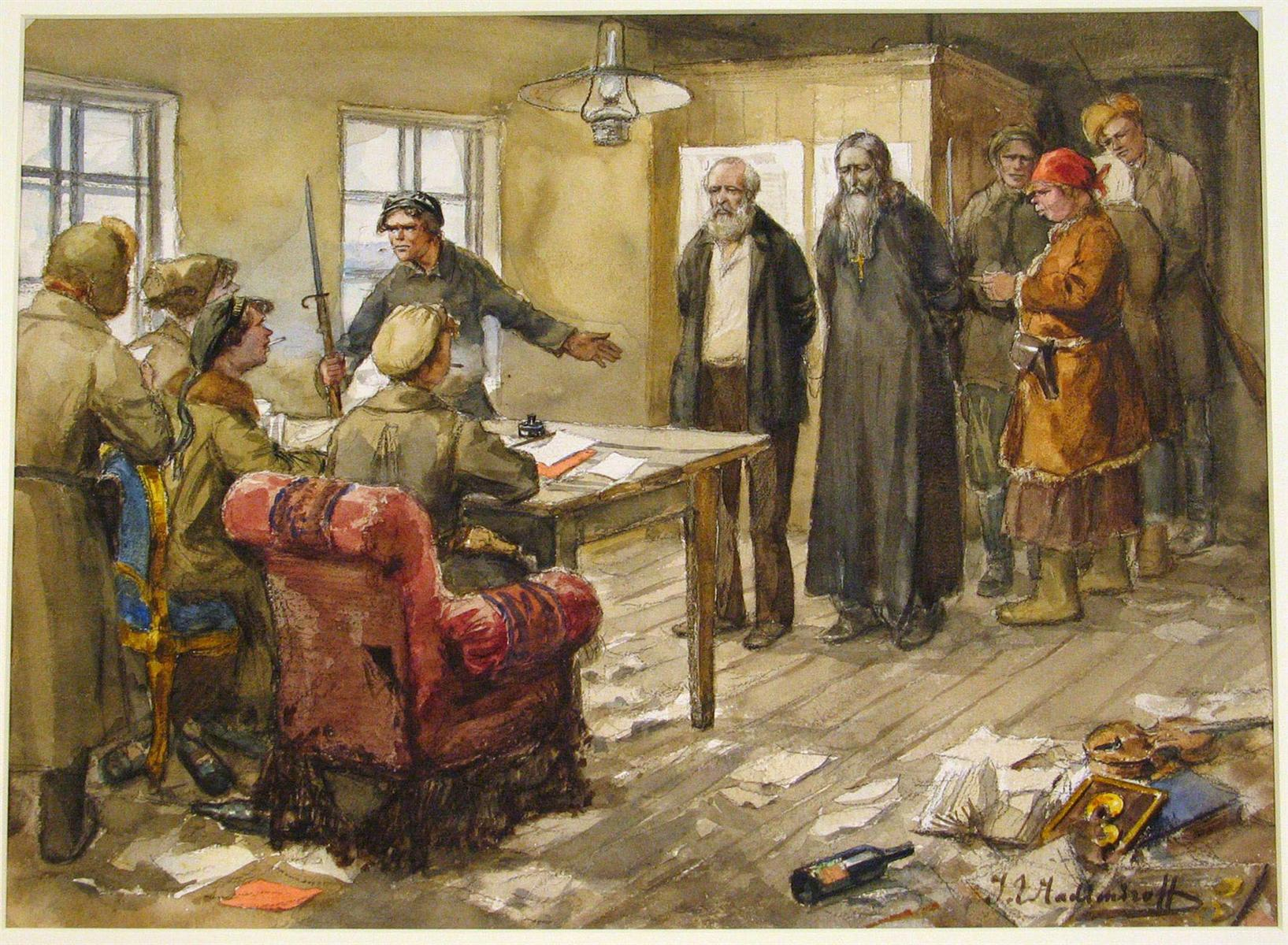
И. А. Владимиров. «Допрос в комитете бедноты»

Комите́т бедноты (комбе́д) — орган Советской власти в сельской местности в годы «военного коммунизма», созданный декретами ВЦИКа от 11 июня и Совнаркома от 6 августа 1918 года.

## История

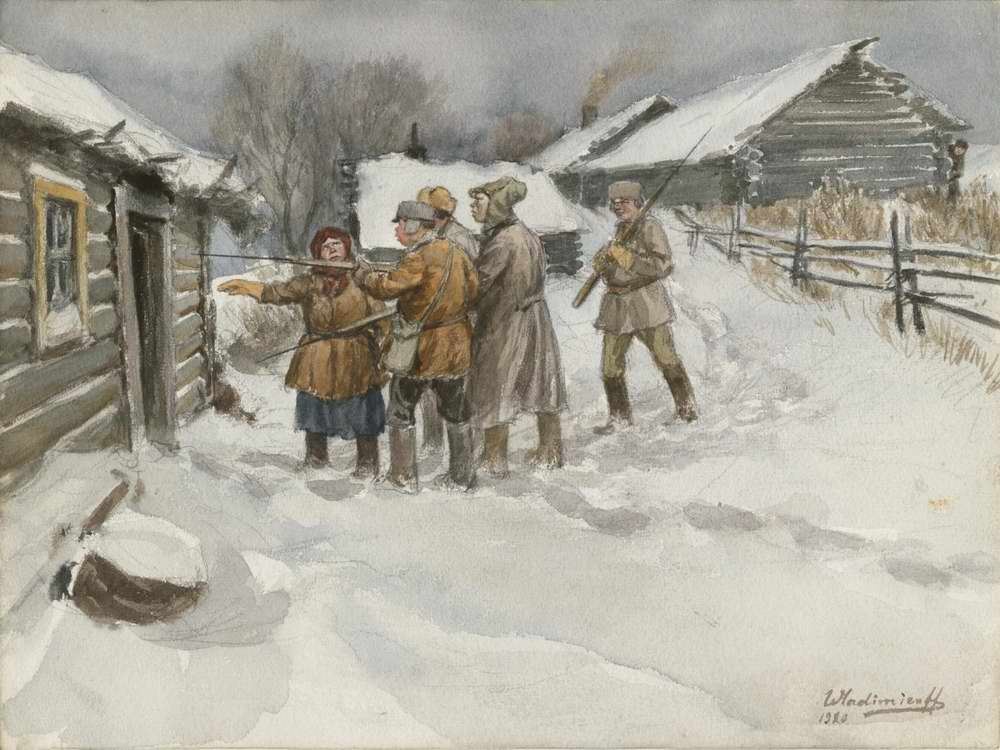
И. А. Владимиров. Комбедовцы ищут кулаков

Комитеты бедноты существовали в РСФСР с середины 1918 по начало 1919 года: они являлись волостными и сельскими органами советской власти в деревне; в отдельных случаях (в определённых местностях страны) существовали также уездные и даже губернские комбеды. Комитеты были образованы «для реализации политики „военного коммунизма“ в условиях продовольственного кризиса», а также для «консолидации социальной базы советской власти на селе».
Ещё весной 1918 года, когда в ходе обострения продовольственного кризиса в советских городах крестьяне стали массово отказываться продавать государству хлеб по заниженным ценам и начали попросту скрывать его, советские власти осознали необходимость в создании рычага управления над крестьянством как классом. Новые органы власти на селе были учреждены 11 июня 1918 года декретом ВЦИК и СНК под названием «Об организации и снабжении деревенской бедноты»: согласно данному документу, комбеды создавались Советами крестьянских депутатов и подчинялись им; в их задачи входил «розыск» излишков продовольствия, скрытых местными крестьянами от советской власти, с целью передачи излишков продовольствия на снабжение города, а также оказание содействия частям Рабоче-крестьянской Красной армии (РККА), Красной гвардии, отрядам Продармии и ВЧК при закупке ими зерна по государственным (фиксированным) ценам и при реквизиции «излишков» хлеба. Кроме того, комбеды должны были перераспределять реквизированное продовольствие, скот и сельскохозяйственные орудия среди селян. Впоследствии на комбеды также были возложены обязанности по набору добровольцев и проведение мобилизации в ряды РККА.
В круг деятельности волостных и сельских комитетов бедноты входит следующее:

1. Распределение хлеба, предметов первой необходимости и сельскохозяйственных орудий.

2. Оказание содействия местным продовольственным органам в изъятии хлебных излишков из рук кулаков и богатеев...
В состав комбедов могли избираться жители деревни, за исключением «заведомых кулаков и богатеев, хозяев, имеющих излишки хлеба или других продовольственных продуктов… пользующихся батрацким или наёмным трудом». Поскольку процедура создания или избрания комитетов не описывалась детально, у местных органов власти оставался «большой простор» для самостоятельной интерпретации декрета ВЦИК и СНК.
По разным оценкам, к ноябрю 1918 года на территории РСФСР, контролируемой советским правительством, существовало от 122 до 139 тысяч комбедов (как волостных, так и сельских). Формирование и функционирование различных комитетов существенно отличалось: нередко крестьяне, считавшие, что они не принадлежат ни к «сельскому пролетариату», ни к «сельской буржуазии», либо вообще отказывались от создания комбедов, либо создавали «комитет бедноты» и вступали в него всем сельским обществом, обосновывая это тем, что все они являются «бедняками». В результате многие комбеды стали общекрестьянскими организациями и отказывались выполнять функции, описанные в декрете СНК.
В результате попытки агитаторов-большевиков и местного партийного руководства воспрепятствовать практике превращения комбедов в общинные организации, в состав многих комитетов вошли лица, не принадлежавшие к местной сельской общине: безземельные ремесленники, наёмные сельхозработники и даже рабочие родом из деревни. В подобных случаях комбеды, не имея поддержки местных крестьян, прибегали к насилию: производили массовую реквизицию зерна, скота и сельскохозяйственных орудий, проводили безосновательные аресты и «терроризировали» население. Содействие им оказывали продотряды, созданные из городских рабочих, и красногвардейцы.
Постепенно комбеды нередко начали становиться основной властью в деревне: они «оттесняли» старые Советы крестьянских депутатов, начиная выполнять их функции. Для координации деятельности различных волостных и сельских комбедов в ряде губерний были созданы уездные и губернские аналоги, состав которых назначался партийными комитетами, органами, ответственными за сбор продовольствия, и исполнительными комитетами местных Советов.
В голодный 1918 год для решения продовольственной проблемы партия призвала для борьбы с кулачеством создавать комитеты бедноты… В обязанности комбедов входило распределение хлеба, продуктов первой необходимости, сельхозорудий, помощь местным продовольственным органам.

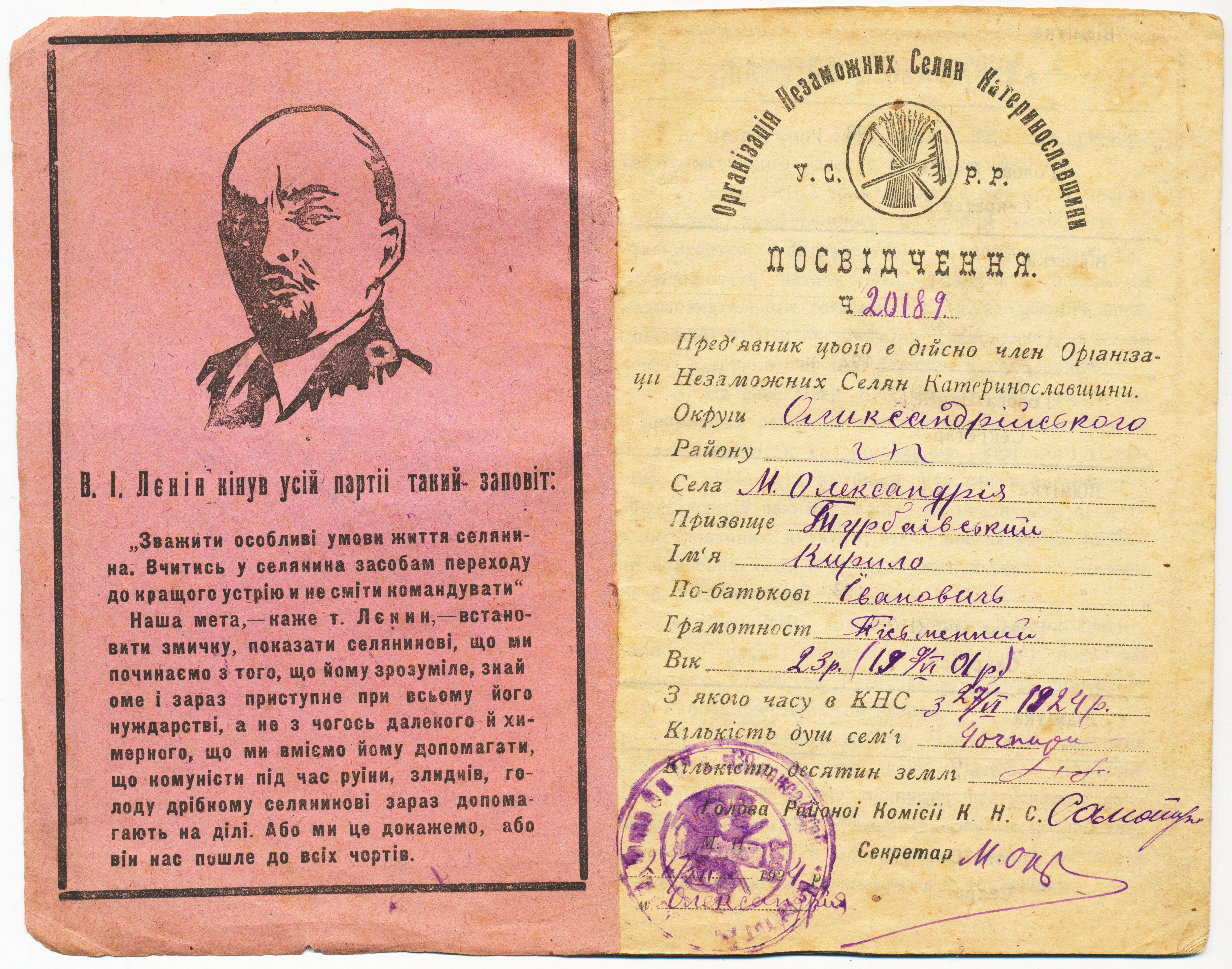
Членский билет организации малоимущих крестьян Екатеринославщины Александрийского округа, 1924 год.

К осени 1918 года комбеды стали «крайне непопулярны» среди крестьянства, и среди прочих причин вызвали серию крестьянских выступлений: с июля по октябрь 1918 года в Европейской части РСФСР произошло, по данным ВЧК, более ста крупных крестьянских восстаний и множество волнений, в которых, «как правило, участвовало всё сельское население» (129 — в период с июля до конца года). 9 ноября 1918 года Шестой Чрезвычайный Всероссийский съезд Советов рабочих, крестьянских, казачьих и красноармейских депутатов, учитывая возросшее сопротивление, которое крестьяне оказывали деятельности комбедов, и новый политический курс властей на «союз с крестьянином-середняком», принял решение о перевыборах в волостные и сельские Советы. Ответственность за проведение выборов была возложена на комитеты, но после этого они подлежали роспуску. В конце 1918 — начале 1919 года большинство комбедов было упразднено, а некоторые из их бывших членов вошли в состав переизбранных Советов, пополнившихся большевиками — как из сельской молодёжи, так и из бывших фронтовиков, ставших теперь новой основой советской власти в селе. При этом начавшаяся политика продразвёрстки позволила тысячам комбедов продолжить своё существование в наиболее важных с сельскохозяйственной точки зрения областях как минимум до конца 1919 года.
В 1919 году, после восстановления советской власти на Украине, на её территории были учреждены комбеды: в 1920-х и начале 1930-х годов уже в Украинской ССР существовали близкие к комбедам «комитеты незаможных селян» (комнезамы); в тот же период в советских республиках Средней Азии и в Казахстане действовали «союзы Кошчи».

## Историография
По мнению профессора Людмилы Новиковой, характер деятельности, постепенная эволюция функций, состав и региональные особенности комбедов в начале XXI века были изучены недостаточно. Не был исследован и вклад комитетов в реализацию политики продовольственной диктатуры советской власти. В частности, не существовало консенсуса исследователей по вопросу о роли комбедов (как части советского продовольственного аппарата) в заготовке продовольствия: в то время как большинство авторов считали роль комбедов значительной, некоторые историки (в том числе Т. В. Осипова) полагали, что комитеты в большей мере затруднили хлебозаготовоки, поскольку настраивали крестьянство против властей.

## В искусстве
Ленинградский поэт Николай Маков, работавший в 1918 году секретарём Уездного комитета деревенской бедноты в г. Лебедяни, позже вспоминал:
| Комбеды содействовали местным продовольственным органам в изъятии хлебных излишков у кулаков. <…> Работы в Комбеде оказалось по горло. С раннего утра и до самого вечера толпились крестьяне с жалобами на кулаков. <…> В городской газете в Лебедяни вышло мое первое стихотворение «На помощь». Вставайте, крестьяне, / Идите на помощь / От голода стонет / Москва, Петроград, / Десятками мрут там / Несчастные дети, / Там гибнет рабочий / И красный солдат! <…> Но разве кулаков проймешь такими призывами! Продотрядам приходилось действовать силой. Обманом и ложью богатеи пытались, где только можно, скрыть свои запасы хлеба и продовольствия. Например, в бывшем Сезеновском монастыре кулачье спрятало 50 мешков ржи и пшеницы, конечно, не без ведома настоятеля монастыря. Работать на заготовках сельскохозяйственных продуктов в деревнях было опасно. Каждый день заготовителям грозила пуля из кулацкого обреза. Сколько жертв пало в революционной борьбе за хлеб! |